# Osudové okamžiky
Osudové okamžiky jsou cyklus krátkometrážních televizních dokumentárních pořadů vysílaných Českou televizí připomínající některé mimořádné události 20. století.

## Obsah pořadu
Autoři pořadu se věnovali tragickým nehodám, neštěstím či jiným událostem, které poznamenaly osudy zúčastněných a nezřídka měly i vliv na vývoj dalších historických událostí. V jednotlivých dokumentech obvykle promlouvali přímí účastníci daných neštěstí či jejich příbuzní. Pořad byl navíc doplněn archivními filmovými materiály, dobovými dokumenty, autentickými předměty, animacemi nebo rekonstrukcemi konkrétních příhod.

## Produkce
Od počátku roku 2001 pořad do vysílání České televize připravovalo Televizní studio Ostrava. Natáčení cyklu bylo roku 2004 ukončeno z ekonomických důvodů, ačkoliv tvůrci měli připraveno k natáčení dalších 80 zajímavých mimořádných událostí a náklady na realizaci byly poměrně nízké.[zdroj⁠?!] Po dvou letech byl cyklus Osudové okamžiky nahrazen obsahově i formálně velmi podobným dokumentárním seriálem "Příběhy železné opony", ke kterému však tvůrci OO nebyli přizváni.V Příbězích železné opony i ve volném pokračování "V zajetí železné opony" se objevilo hned několik, "novým pohledem" realizovaných epizod z Osudových okamžiků. Česká televize na svých programech ČT1 a ČT2 uvádí nepravidelně reprízy některých epizod, obvykle v nočních nebo brzkých ranních vysílacích časech.
Autorem námětu celého cyklu je dokumentarista Miroslav Kačor, který se podílel i na realizaci scénářů a režii několika desítek dílů (např. Škapová 1956, Ivanka 1977, Truhlářská 1928, Sokolov 1966, Košice 1941, Chabenec 1944, Kremnička a Německé 1945, Lověšice 1945, Krčmaň 1947, Magura 1947, Prace 1950, Bechyně 1992......).

## Díly pořadu
V letech 2001 až 2004 bylo natočeno celkem 137 epizod, které byly vysílány jednou týdně.